# Arena Fonte Nova
Itaipava Arena Fonte Nova – stadion piłkarski w Salvadorze, w Brazylii. Może pomieścić 55 000 widzów. Stadion posiada w pełni zadaszone, trzypoziomowe trybuny (z wyjątkiem przestrzeni za południową bramką, którą pozostawiono pustą – możliwe jest tam jednak instalowanie tymczasowych trybun). Swoje spotkania rozgrywają na nim piłkarze klubów EC Bahia i Vitória Salvador. Obiekt powstał w miejscu starego Estádio Octávio Mangabeira. Budowa nowej areny rozpoczęła się we wrześniu 2010 roku. Symbolicznej uroczystości inauguracyjnej stadionu dokonano 5 kwietnia 2013 roku, natomiast pierwszy mecz na obiekcie (derby pomiędzy Bahią i Vitórią (1:5)) odbył się dwa dni później. Stadion był jedną z aren piłkarskiego Pucharu Konfederacji 2013.

## Mistrzostwa świata w 2014 r.
Stadion był areną Mistrzostw Świata w Piłce Nożnej 2014 w Brazylii. Odbyły się na nim 4 mecze fazy grupowej, mecz fazy 1/8 finału oraz ćwierćfinał.
| Data            | Godzina     | Reprezentacja        | Wynik        | Reprezentacja        | Faza                 | Frekwencja |
| --------------- | ----------- | -------------------- | ------------ | -------------------- | -------------------- | ---------- |
| 13 czerwca 2014 | 21:00       | Hiszpania            | 1:5          | Holandia             | Grupa B              | 48 173     |
| 16 czerwca 2014 | 18:00       | Niemcy               | 4:0          | Portugalia           | Grupa G              | 51 081     |
| 20 czerwca 2014 | 21:00       | Szwajcaria           | 2:5          | Francja              | Grupa E              | 51 003     |
| 25 czerwca 2014 | 18:00       | Bośnia i Hercegowina | 3:1          | Iran                 | Grupa F              | 48 011     |
| 1 lipca 2014    | 22:00       | Belgia               | 2:1          | Stany Zjednoczone    | 1/8 finału           | 51 227     |
| 5 lipca 2014    | 18:00       | Holandia             | 0:0 (4:3 k.) | Kostaryka            | ćwierćfinał          | 51 179     |
| Liczba goli     | Liczba goli | Liczba goli          | 24 + 7k.     | Całkowita frekwencja | Całkowita frekwencja | 300674     |